# Totor
Totor ist eine frankobelgische Comicfigur und Comicserie (franz. auch: Les Aventures de Totor, C. P. des Hannetons), die 1926 von Hergé erfunden wurde. Es war seine erste Comicserie, der Beginn von Hergés Laufbahn als Comiczeichner.

## Veröffentlichungen
Insgesamt 26 von Hergé gestaltete Seiten erschienen von Juli 1926 bis Juli 1929 in der monatlichen Zeitschrift Le Boy-Scout Belge, einem Magazin für Pfadfinder. Danach gab Hergé seine Serie wegen des Beginns der Arbeit an Tim im Lande der Sowjets ab. Es erschienen aber noch weitere Episoden von Februar bis Juli 1930 des unter dem Pseudonym Evany arbeitenden Zeichners Eugène Van Nijverseel.
In Buchform erschienen die 26 Episoden von Hergé erstmals 1973 bei Casterman, gemeinsam mit Tim im Lande der Sowjets sowie den Urfassungen von Tim im Kongo und Tim in Amerika. Auf Deutsch wurden sie 1977 von Carlsen Comics zunächst in dem Einzelband Aus Hergés Archiv, 1999 dann im Band 1 der Hergé Werkausgabe veröffentlicht, beide Male zusammen mit Tim im Lande der Sowjets.

## Inhalt der Episoden von Hergé
Die Geschichte erzählt vom Pfadfinder Totor, Anführer einer nach dem Maikäfer (Hannetons) benannten Sippe. Auf einer Reise in die USA zu seinem Onkel und seiner Tante erlebt er verschiedene Abenteuer. So fasst er einen gesuchten Verbrecher, wird von Indianern entführt und muss diesen entkommen, findet einen Schatz und trifft einen Trapper, der ihn seinem Ziel nahebringt. Dort angekommen, muss er erfahren, dass seine Tante entführt wurde. Mit dem Schatz will er sie retten, muss sich dafür aber erneut mit den Indianern auseinandersetzen. Wieder zu Hause angekommen, erzählt er seinen Freunden von seinen vielen Abenteuern.

## Einordnung in das Werk Hergés
Totor ist stark beeinflusst von den Stummfilmen der damaligen Zeit, insbesondere US-amerikanischen Western und Komödien. So findet sich viel Slapstick-Humor in der Serie, deren Episoden oft in Spannungsmomenten im Stile der damaligen Serials enden. Auch die Titel-Tableaus spielen in der Regel mit Texten wie „United Rovers zeigt die große Filmkomödie“ darauf an.
Der Comic ist noch weitgehend ohne Sprechblasen, der Text steht unter den Bildern. Die häufige Verwendung von Wortspielen und die „knackige Komposition“ lassen laut Paul Gravett auch Einflüsse aus den Werken Christophes erkennen. Stilistisch hat Hergé zu dieser Zeit noch viel experimentiert, Totor habe aber wesentliche Einflüsse auf seine späteren Werke wie Tim und Struppi gehabt.